# Hadrianus-palota

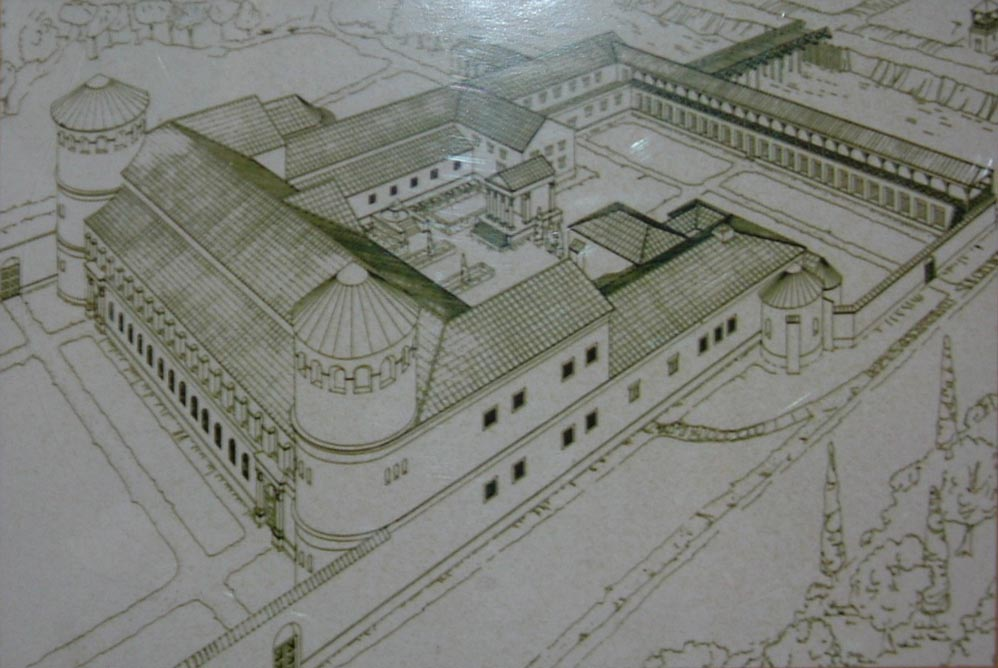
A palota rekonstrukciós képe

A Hadrianus-palota a Budapest III. kerületében lévő Hajógyári-sziget szélén, a légiós tábortól kissé északkeletre helyezkedett el. A Pannonia Inferior Aquincumban székelő helytartójának volt a palotája. Építési dátuma pontosan nem ismert, de egyes vélemények szerint a 106-108 között hivatalban lévő első helytartója, a későbbi császár, Hadrianus építtette, de mások a palota építését a 2-3. század fordulójára teszik.

## A palota
A palota óriási alapterületű: 8-10 000 négyzetméteres komplexum volt, ami kőfallal volt körülvéve. A palotát feltáró Szilágyi János szerint a „saroktornyos, homlokzati dísztornácos (portikuszos) centrális nagytermes luxus villatípus peristylummal kombinált változatát” képviseli. A Dunához legközelebb eső, valószínűleg kétszintes épületrészben voltak a lakóhelyiségek. A traktus főhomlokzatát nyitott galéria díszítette, ahova a saroktornyokból lehetett feljutni.
A palota keleti szárnyában volt a testőrség lakhelye, de gazdasági helyiségek is voltak ebben a részben. Az épület belső helyiségeit gazdagon díszítették oszlopsorokkal, amik közül megemlítendő az ebédlő, és a bonyolult alaprajzú fürdő.

## Mozaikok
A hypocaustum-rendszerrel fűtött belső helyiségek padlója mozaikkal volt kirakva, ami fekete-sárga, fekete-fehér színű stilizált szívalakokat és meandermintákat ábrázolt, hálórendbe szerkesztve. Gyakori volt a figurális minta is: nádszálak, vadkacsa, pontyot kergető kardhal stb.

## Falfestés
A falakat freskók borították, amik Hadrianus korától a 3. század közepéig követik a stílusok változását. Előbb a 2. század elejének szigorúan szimmetrikus ábrázolásmódja figyelhető meg, majd a század közepén a pompeii 3. stílusra visszavezethető impresszionista stílus váltotta fel a korábbit, aminek a fő jellemzője volt az aranysárga, türkizkék háttér, a dús lombok és a naturalisztikus virágfüzérek, a lebegő vagy lépő alakok és a fény-árnyék hatás érzékeltetése. A 3. század első felének stílusát a falsík hármas tagolása, a merev, kontúros motívumok jellemezték. A palota falfestészetének negyedik periódusában a részletek elmosódása, a formák egyszerűsödése az úgynevezett "tapétaminta" irányába hatott.

## Szobrok, átépítések
A palota belső udvarán állt a császárkultusz pódiumtemploma, ahonnét egy tógás szobor került elő. Ennek a közelében került elő Nemesis istennő életnagyságú szobra is. A palotán nagyobb bővítéseket eszközölhettek a 3. század elején, a Severus-korban.
A palotát valószínűleg a 3. század utolsó harmadában hagyták el, a régészeti kutatás azt valószínűsíti, hogy az árvízveszély növekedése volt a fő ok.

## A palota feltárása
A Duna-Gőzhajózási Társaság hajógyártelepén talált, és a 19. században még magasan álló romokat 1854–1857 között tárta és mérte fel Rómer Flóris és a mérnök Zsigmondy Gusztáv. Ők akkor még fürdőnek tartották az épületet. Az ásatásokat 1941–1942 illetve 1951–1956 között Szilágyi János vezetésével végezték, a feltárt romokat visszatemették.

## Ajánlott irodalom
- Szilágyi János: A aquincumi helytartói palota (Budapest Régiségei 18, 1958)
- Kaba Melinda: Az aquincumi helytartói palota mozaikpadozatai (Budapest régiségei 18, 1958)
- Póczy Klára: Az aquincumi helytartói palota falfestészete (Budapest régiségei 18, 1958)